# Catena di Gunter

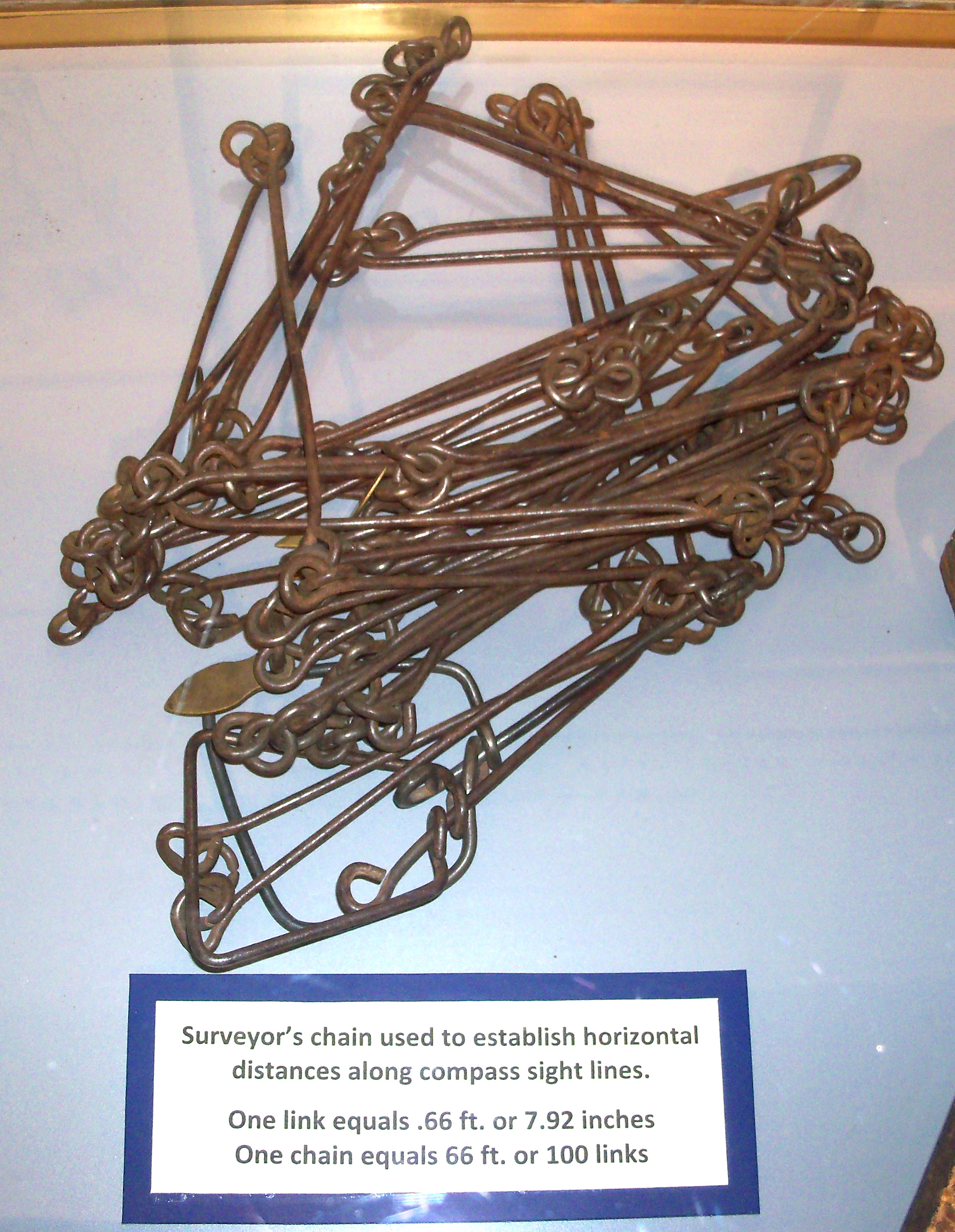
Catena di Gunter esposta al Campus Martius Museum

La catena di Gunter (nota anche come Misura di Gunter o catena del Geometra) è un dispositivo di misurazione geodetica della distanza utilizzato dai periti per il rilievo del territorio.
Fu progettata ed introdotta nel 1620 dal sacerdote e matematico inglese Edmund Gunter (1581-1626), molto prima dello sviluppo del teodolite e di altre attrezzature più sofisticate, consentendo di esaminare e tracciare appezzamenti di terreno in modo accurato, per scopi legali e commerciali.
Gunter utilizzava una catena di 100 collegamenti metallici di lunghezza fissa attaccati l'uno all'altro. La catena e i collegamenti divennero loro stessi una unità di misura.
I dati di misurazione raccolti non sono accurati in termini moderni ma permettono una rapida stima della distanza. Anticamente veniva utilizzata per trovare o verificare un angolo retto grazie al teorema di Pitagora.
Oggi l'utilizzo della catena è ancora presente dopo opportune calibrazioni, incluse la compensazione della temperatura ambiente, utilizzando una formula corrispondente al coefficiente di espansione del materiale, e la regolazione della tensione mediante un dinamometro in base al valore specificato per lo strumento.